# HMS Glorious
HMS Glorious – brytyjski krążownik liniowy z okresu I wojny światowej, przebudowany po jej zakończeniu na lotniskowiec, drugi okręt typu Courageous.
Zaprojektowany według wymagań pierwszego lorda morskiego Admiralicji, admirała Johna Fishera, prawdopodobnie miał zostać wykorzystany dla wsparcia forsowanego przezeń desantu na niemieckim wybrzeżu Morza Bałtyckiego. Był bardzo lekko opancerzony i uzbrojony w zaledwie cztery działa dużego kalibru. Do służby w Royal Navy wszedł pod koniec 1916 roku i do zakończenia I wojny światowej operował na Morzu Północnym, biorąc między innymi udział w II bitwie koło Helgolandu w listopadzie 1917 roku oraz przyjmowaniu floty niemieckiej płynącej na internowanie w Scapa Flow rok później.
Wycofany ze służby po zakończeniu działań wojennych, w połowie lat 20. XX wieku został, podobnie jak bliźniaczy „Courageous” i półsiostrzany „Furious”, przebudowany na lotniskowiec. Po powtórnym wejściu do służby większość czasu operował na Morzu Śródziemnym. Po wybuchu II wojny światowej resztę roku spędził bezskutecznie, polując na niemiecki pancernik kieszonkowy „Admiral Graf Spee” na Oceanie Indyjskim. Następnie wrócił na Morze Śródziemne. W kwietniu 1940 roku został przesunięty na wody północnoeuropejskie i wspierał brytyjskie operacje w czasie kampanii norweskiej. Podczas brytyjskiej ewakuacji z Norwegii w czerwcu 1940 roku został zatopiony przez niemieckie pancerniki „Scharnhorst” i „Gneisenau” ze stratą ponad 1200 członków załogi.

## Projektowanie i budowa
Po wybuchu I wojny światowej brytyjska Admiralicja podjęła decyzję o powstrzymaniu się od budowy dużych jednostek: pancerników i krążowników liniowych do czasu zebrania doświadczeń, pozwalających udoskonalić przyszłe konstrukcje. Pomimo tego pełniący wówczas funkcję pierwszego lorda morskiego admirał John Fisher w styczniu 1915 roku przesłał głównemu konstruktorowi floty, sir Eustace’owi d’Eyncourtowi, zamówienie na projekt dwóch bliźniaczych okrętów o małym zanurzeniu zdolnych do rozwijania dużych prędkości i uzbrojonych w cztery działa kal. 381 mm (15 cali) o opancerzeniu odpowiadającemu krążownikowi lekkiemu. Dla ominięcia zakazu sklasyfikowano je jako „wielkie krążowniki lekkie”. Miały one być wykorzystane przede wszystkim do wsparcia projektu bałtyckiego – wspólnego brytyjsko-rosyjskiego planu kombinowanej operacji morsko-lądowej na bałtyckim wybrzeżu Niemiec i uderzenia stamtąd w kierunku Berlina. Innymi przewidywanymi dla nich zadaniami taktycznymi były: zwalczanie nieprzyjacielskich rajderów i ochrona brytyjskich szlaków komunikacyjnych czy pełnienie funkcji rozpoznawczej na rzecz zespołów floty.
Wstępny projekt okrętów został przedstawiony 23 lutego 1915 roku. Stępkę pod przyszłego „Gloriousa” położono 1 maja tegoż roku w stoczni Harland & Wolff w Belfaście. Budowa otrzymała od lorda Fishera najwyższy priorytet i początkowo prace posuwały się bardzo szybko. Powstrzymało je nieco odejście Fishera z Admiralicji w maju 1915 roku. Wodowanie odbyło się 20 kwietnia 1916 roku. Otrzymał swą nazwę jako jedyny w historii Royal Navy. Łacińskie motto okrętu brzmiało Explicit nomen. W połowie roku rozważano projekt wyposażenia obu krążowników w hangar dla samolotów i dwa składane pokłady startowe, jednak ostatecznie go zarzucono. 14 października 1916 roku okręt był gotów do prób morskich. Koszt budowy okrętu, określony 23 listopada 1916 roku, wyniósł 1 967 223 ówczesne funty. Podczas prób na bliźniaczym „Courageousie” wystąpiły poważne uszkodzenia struktury kadłuba, co spowodowało zalecenie wzmocnienia konstrukcji obu okrętów dodatkowymi 130 tonami stali. Prace te wykonano jednak na „Gloriousie” dopiero w 1918 roku.

## Opis konstrukcji

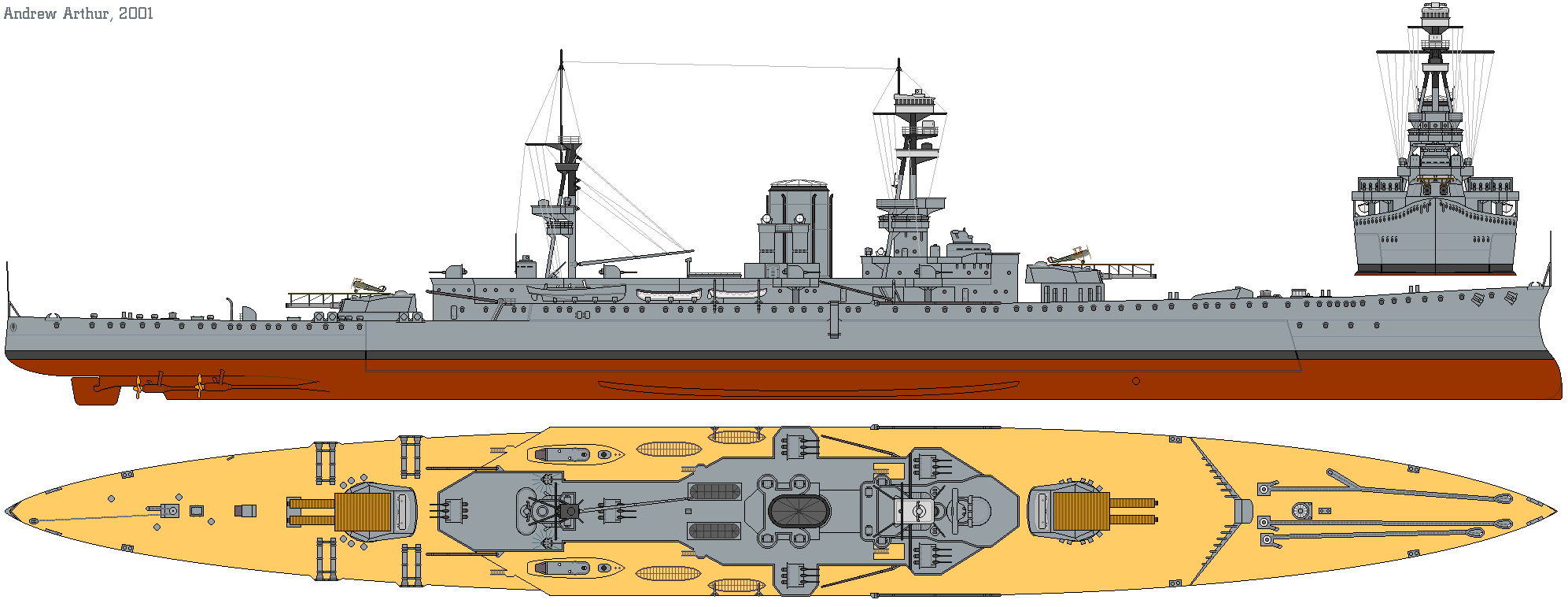
„Glorious” według stanu na 1917 rok

W pierwotnej konfiguracji „Glorious” miał długość całkowitą 239,8 m (między pionami 224,06 m), szerokość maksymalną 24,82 m (po pokładzie 24,43 m) i zanurzenie 7,87 m przy wyporności głębokiej równej 22 360 ton angielskich (ts). Wartości wyporności lekkiej i pełnej wynosiły odpowiednio 18 180 oraz 19 180 ts. Kadłub podzielono przy pomocy grodzi wodoszczelnych na 30 przedziałów, podwójne dno obejmowało 83% jego długości. Krążowniki typu Courageous były pierwszymi tak dużymi okrętami Royal Navy, wyposażonymi w turbiny parowe z przekładniami redukcyjnymi. Projektanci dla zaoszczędzenia czasu użyli podwojonego układu turbin i przekładni zainstalowanych na krążowniku lekkim „Champion”, który jako jeden z dwóch pierwszych brytyjskich okrętów otrzymał ten rodzaj napędu. „Glorious” miał cztery zespoły turbin parowych systemu Parsonsa z przekładniami, każdy składający się z turbiny wysokiego i niskiego ciśnienia oraz turbiny biegu wstecznego, poruszające cztery wały napędowe ze śrubami o średnicy 3,5 m. Parę do turbin dostarczało 18 kotłów wodnorurkowych typu Yarrow z opłomkami o małym przekroju o ciśnieniu roboczym 235 psi. Przy projektowanej mocy siłowni 90 000 shp okręt miał osiągać prędkość maksymalną 32 węzłów. Na próbach osiągnięto 31,42 węzła. Normalny zapas paliwa wynosił 750 ton, maksymalny 3160 ton. Przy pełnych zbiornikach krążownik miał zasięg oceniany na 6000 mil morskich przy prędkości 20 węzłów i 11 000 mil morskich przy prędkości 11 węzłów.
Główne uzbrojenie artyleryjskie okrętu stanowiły cztery armaty BL 15 inch Mk I kal. 381 mm, umieszczone w dwóch podwójnych, poruszanych hydraulicznie wieżach artyleryjskich po jednej na dziobie i rufie okrętu, noszące odpowiednio oznaczenia „A” i „Y”. Artylerię średniego kalibru, przeznaczoną do zwalczania torpedowców i niszczycieli, tworzyło 18 dział BL 4 inch Mk IX kal. 102 mm na sześciu potrójnych podstawach Mk I z osłonami przeciwodłamkowymi. Potrójne stanowiska z uwagi na liczną (32 marynarzy) obsługę oraz osadzenie każdej z armat na osobnych czopach były dość kłopotliwe w eksploatacji. Do kierowania ogniem artylerii głównego kalibru służyły dwa stanowiska kontroli ognia: jedno umieszczone na szczycie bojowego stanowiska dowodzenia, drugie na przednim maszcie. Ponadto każda z wież dysponowała własnym dalmierzem w opancerzonym stanowisku na dachu. Artyleria średniego kalibru posiadała autonomiczny system naprowadzania na cel. Początkowe uzbrojenie przeciwlotnicze składało się z dwóch dział QF 3 inch 20 cwt Mk I kal. 76 mm na podstawach HA Mk II na pokładzie w rejonie masztu głównego oraz pięciu karabinów maszynowych. Okręt był także uzbrojony w dwie podwodne wyrzutnie torped kal. 533 mm z zapasem 10 torped. W 1917 roku otrzymał dodatkowo sześć podwójnych wyrzutni torpedowych zainstalowanych po obu stronach masztu głównego na górnym pokładzie oraz wieży na pokładzie rufowym.
Skromna ochrona pancerna okrętu składała się z pasa burtowego grubości 51 mm (2 cale), posadzonego na 25 mm poszyciu, rozciągającego się pomiędzy wieżami artylerii głównej o wysokości 7,45 m, z czego 7 m znajdowało się powyżej konstrukcyjnej linii wodnej, zamkniętego od strony dziobu i rufy poprzecznymi grodziami grubości odpowiednio 51 i 76 mm (3 cale); trzech pokładów z wysoko wytrzymałej (High Tensile – HT) stali grubości od 19 do 25 mm z dodatkowym pogrubieniem osłony w rejonie komór amunicyjnych i maszyny sterowej oraz wzdłużnych grodzi przeciwtorpedowych grubości 38 mm z wewnętrznym bąblem przeciwtorpedowym, chroniących siłownię okrętową i komory amunicyjne wież artylerii głównej. Same wieże były chronione pancerzem ze stali Kruppa o grubości 229 mm od czoła, 178 do 229 mm z boków, 280 mm z tyłu oraz 108 mm od góry. Barbety miały grubość do 178 mm. Płyty pancerne chroniły również bojowe stanowisko dowodzenia.
Liczba członków załogi „Gloriousa” w konfiguracji krążownika wahała się od 768 w początkowym okresie służby do 829–842 pod koniec działalności bojowej.

## Przebieg służby

### I wojna światowa

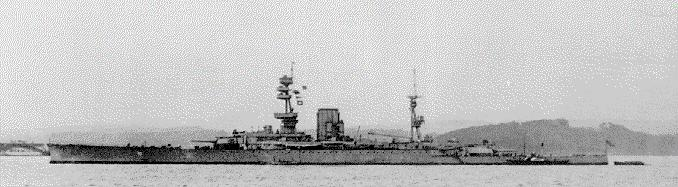
„Glorious” jako krążownik liniowy w 1918

19 listopada 1916 roku, jeszcze w czasie prób zdawczo-odbiorczych, „Glorious” został przypadkowo staranowany w porcie w Belfaście przez parowiec „Corib”, odnosząc nieznaczne uszkodzenia poszycia burtowego w rejonie rufowej wieży artyleryjskiej. W styczniu 1917 roku dołączył do 1 Eskadry Krążowników Grand Fleet, której okrętem flagowym został bliźniaczy „Courageous”. Początkowo operowały ze Scapa Flow, następnie z Rosyth. Wobec znikomej aktywności okrętów niemieckiej Hochseeflotte przez dłuższy czas nie miały okazji uczestniczyć w akcjach bojowych.
16 października 1917 roku, po otrzymaniu przez Admiralicję informacji o prawdopodobnym rajdzie nieprzyjaciela przeciwko brytyjskiej żegludze na Morzu Północnym, dowodzący Grand Fleet admirał David Beatty wysłał w morze większość krążowników lekkich i niszczycieli, którymi dysponował. Następnego dnia dołączyły do nich również „Courageous” i „Glorious”. Pomimo szeroko zakrojonej akcji dwa niemieckie krążowniki lekkie: „Brummer” i „Bremse” przemknęły się pomiędzy patrolującymi grupami brytyjskich okrętów i 17 października przechwyciły konwój, przewożący rudę żelaza z Bergen do Lerwick, topiąc dziewięć z dwunastu jego statków oraz dwa broniące go niszczyciele: „Mary Rose” i „Strongbow”. Następnie niemieckie okręty uszły poszukującym ich Brytyjczykom i bezpiecznie powróciły do portu.
Pod koniec 1917 roku Admiralicja zdecydowała o podjęciu akcji ofensywnej przeciwko niemieckim siłom trałowym, systematycznie oczyszczającym przejścia w brytyjskich polach minowych, zagradzających podejścia do niemieckich baz. W jej wyniku miała ulec zniszczeniu jak największa liczba trałowców przeciwnika, operujących w rejonie Zatoki Helgolandzkiej. Do przeprowadzenia akcji wyznaczono 1 Eskadrę Krążowników („Courageous” i „Glorious”) wspieraną dwoma eskadrami krążowników lekkich pod ogólnym dowództwem wiceadmirała Trevylyana D. W. Napiera. Bliską osłonę operacji zapewniała 1 Eskadra krążowników Liniowych wiceadmirała Williama C. Pakenhama, który był jednocześnie dowódcą całej operacji; daleką 1 Eskadra Pancerników admirała Charlesa Maddena.
Okręty wyszły w morze 15 listopada, jednak zostały zawrócone do Rosyth, gdy nasłuch brytyjski przechwycił niemiecką prognozę pogody, wykluczającą możliwość operowania trałowców na newralgicznym akwenie. Akcję rozpoczęto ponownie po południu 16 listopada. Rankiem następnego dnia siły admirała Napiera, za którymi w odległości około 10 mil morskich podążały krążowniki liniowe admirała Pakenhama, natknęły się na niemieckie trałowce osłaniane przez cztery krążowniki lekkie i osiem niszczycieli pod dowództwem kontradmirała Ludwiga von Reutera. Jako pierwsze o 7.37 (GMT) otworzyły ogień „Courageous” i krążownik lekki „Cardiff”, chwilę później zaczęły strzelać również działa „Gloriousa”. Niemcy zaczęli wycofywać się pod osłoną zasłony dymnej. W szyki prowadzących pościg Brytyjczyków wkradł się chaos, co spowodowało, że udało im się unieruchomić i później zatopić tylko jeden z trałowców. „Courageous” i „Glorious” ścigały niemieckie krążowniki lekkie, mając kłopoty z uzyskaniem nakrycia celu. Jeden pocisk kal. 381 mm z „Gloriousa” trafił w osłonę działa SMS „Pillau”, ale nie spowodował znaczniejszych uszkodzeń. Wkrótce Brytyjczycy wpłynęli na akwen, na którym według posiadanych przez nich informacji istniało poważne zagrożenie minowe i admirał Napier zdecydował się przerwać pościg. Po zwrocie na południe okręty straciły kontakt z przeciwnikiem i nie odegrały już żadnej roli w dalszym ciągu bitwy. Artylerzyści „Gloriousa” wystrzelili w czasie bitwy 57 pocisków kal. 381 mm oraz 213 kal. 102 mm, uzyskując jedno trafienie. Jednocześnie sam odniósł uszkodzenia od przedwczesnej eksplozji pocisku w lewej lufie dziobowej wieży artylerii głównej oraz od wstrząsów i podmuchu wystrzałów własnych dział. Wymiana rozerwanej lufy armatniej i pozostałe naprawy wymagały pięciodniowego pobytu w stoczni.
Po bitwie koło Helgolandu okręt nie miał już okazji do kontaktu bojowego z przeciwnikiem. Resztę wojny spędził na nieregularnych, przeplatanych ćwiczeniami, patrolach na Morzu Północnym. W 1918 roku na obu wieżach artylerii głównej zainstalowano krótkie platformy startowe dla samolotów Sopwith Camel i Sopwith 1½ Strutter. 5 listopada tegoż roku na stojący na kotwicy w Firth of Forth krążownik zdryfowały niesione sztormem okręt lotniczy (przebudowany z zarekwirowanego statku pasażerskiego) „Campania” i pancernik „Royal Oak”. Uszkodzenia „Campanii” były na tyle poważne, że jednostka zatonęła na płytkiej wodzie, „Glorious” miał jedynie wgniecione poszycie burt i pokład.
21 listopada 1918 roku „Glorious” wchodził w skład silnego zespołu Grand Fleet, który przyjmował płynące na internowanie okręty Hochseeflotte. Po zakończeniu działań wojennych dowództwo Royal Navy musiało podjąć decyzję o dalszych losach „wielkich krążowników lekkich”. Były one zbyt nowe i mało zużyte, by je złomować, przy tym koszty ich budowy były znaczące, lecz ich przydatność taktyczna była kwestionowana. Ostatecznie „Courageous” i „Glorious” zostały 1 lutego 1919 roku przesunięte do rezerwy i odstawione w Rosyth.

### Przebudowa na lotniskowiec

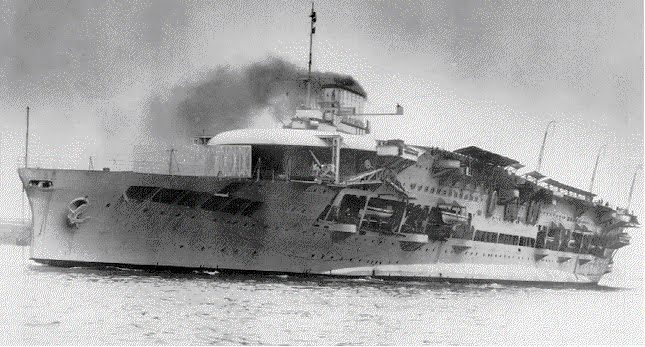
„Glorious” wkrótce po przebudowie na lotniskowiec

W rezerwie krążownik służył jako okręt szkolny dla artylerzystów i członków obsługi wież artyleryjskich. Pomiędzy 1921 a 1922 rokiem pełnił funkcję okrętu flagowego kontradmirała dowodzącego flotą rezerwową w Devonport. Już od 1919 roku planiści Admiralicji prowadzili wstępne prace nad opracowaniem projektu przebudowy okrętu na lotniskowiec, opierając się na doświadczeniach z konwersji i eksploatacji półsiostrzanego „Furiousa”. Podpisany w 1922 roku traktat waszyngtoński, ograniczający tonaż okrętów liniowych największych flot świata, zezwalał na konwersję niektórych istniejących jednostek na lotniskowce. Royal Navy w ramach przyznanego jej limitu mogła dokonać przebudowy obu pozostałych wielkich krążowników, a ich duże kadłuby i wysoka prędkość maksymalna czyniły je idealnymi kandydatami na lotniskowce.
W 1924 roku w Rosyth rozpoczęto usuwanie z „Gloriousa” całości zabudowy kadłuba powyżej poziomu pokładu dziobowego, następnie okręt został przeholowany do Devonport w celu prowadzenia dalszych prac. Działa kal. 381 mm zmagazynowano i zostały one użyte ponownie w czasie II wojny światowej przy budowie ostatniego pancernika Royal Navy – „Vanguard”. Plany przebudowy, oparte na doświadczeniach z wcześniejszych prac na „Furiousie”, były gotowe w lutym 1925 roku. Na pozostawionym kadłubie zabudowano dwupoziomowy hangar (każdy z poziomów miał wysokość 4,87 m i długość 167,6 m). Górny hangar miał krótki pokład startowy: bliżej dziobu okrętu i poniżej głównego pokładu lotniczego. Jego zadaniem miało być umożliwienie szybkiego startu myśliwców bez konieczności wywożenia ich na górny pokład. Rozwiązanie to sprawdzało się przy lekkich maszynach, takich jak Fairey Flycatcher, w późniejszych latach zostało zarzucone. Hangary były połączone z pokładem lotniczym dwoma podnośnikami – na dziobie i rufie – o wymiarach 14,3 na 14 m. W odróżnieniu od „Furiousa” okręt miał na prawej burcie śródokręcia wyspę, którą tworzyły szeroki pionowy komin oraz poprzedzający go pomost nawigacyjny. Dzięki skróceniu przewodów kominowych powiększyła się szerokość i pojemność hangarów: nominalnie po zakończeniu przebudowy „Glorious” mógł przenosić do 52 samolotów, faktycznie liczba ta była mniejsza i malała z czasem wraz z wprowadzaniem do służby nowych typów maszyn o większych wymiarach. Zapas zabieranego paliwa lotniczego wynosił 157 000 litrów.
Zabudowanie zewnętrznych bąbli przeciwtorpedowych wpłynęło na zwiększenie szerokości kadłuba – po przebudowie wynosiła ona 27,58 m. Szerokość górnego pokładu lotniczego, a zarazem szerokość maksymalna okrętu wynosiła 31,7 m. Wzrost szerokości kadłuba i wyporności (wartość pełnej określono na 24 970 ts, głębokiej na 27 419 ts w 1935 roku) nie zmniejszył znacząco prędkości maksymalnej: na próbach okręt przekroczył 30 węzłów. Podstawowe uzbrojenie „Gloriousa” stanowiło 16 dział uniwersalnych QF 4,7 inch Mk VIII kal. 120 mm, opracowanych dla pancerników typu Nelson, na pojedynczych podstawach HA Mk XII. Były one umieszczone po sześć na sponsonach na każdej z burt, dwa na dolnym pokładzie startowym oraz dwa na rufówce. W połowie lat trzydziestych lotniskowiec otrzymał dodatkowo trzy ośmiolufowe zestawy dział przeciwlotniczych QF 2 pdr Mk VIII kal. 40 mm, tzw. pom-pomów: dwie na pokładzie startowym przed stanowiskami dział kal. 120 mm, trzecią na pokładzie lotniczym za kominem oraz czterolufową podstawę wielkokalibrowych karabinów maszynowych Vickers kal. 12,7 mm na sponsonie na rufie po lewej burcie.
Po przebudowie okręt powrócił do służby 24 lutego 1930 roku. Wcześniej na próbach osiągnął prędkość maksymalną 29,47 węzła. Wszystkie trzy przebudowane na lotniskowce krążowniki miały szereg niedoskonałości, z których najpoważniejszymi były mała liczba zabieranych samolotów pokładowych oraz niewielkie wymiary pokładu startowego. Tym niemniej ich wprowadzenie do linii znacząco zwiększyło potencjał lotniczy Royal Navy i pozwoliło na uzyskanie doświadczeń niezbędnych przy projektowaniu lotniskowców nowej generacji. Służący na „Gloriousie” marynarze nazywali go Curious („dziwaczny”) lub Uproarious („wrzaskliwy”).
Grupa lotnicza
Pierwszymi maszynami grupy lotniczej „Gloriousa” były myśliwce Fairey Flycatcher, bombowce torpedowe Blackburn Dart i Blackburn Ripon oraz samoloty wielozadaniowe Fairey IIIF należące do Fleet Air Arm. Od 1933 roku do powrotu lotniskowca do Wielkiej Brytanii w kwietniu 1940 roku, z wyłączeniem okresu remontu w połowie lat 30. XX wieku, na okręcie bazował 802 dywizjon, wyposażony w dziewięć samolotów Hawker Nimrod i trzy Hawker Osprey, a od maja 1939 roku w tuzin myśliwców Gloster Sea Gladiator.
Dywizjony 812 i 823, wyposażone w samoloty torpedowe Blackburn Ripon, Blackburn Baffin i Fairey Swordfish oraz rozpoznawcze Fairey IIIF i Fairey Seal, miały zadania prowadzenia rozpoznania i atakowania jednostek przeciwnika. Po zakończeniu remontu w 1935 roku na lotniskowiec zaokrętowano 825 dywizjon, latający na samolotach Fairey IIIF, a później Fairey Swordfish.

### Służba przed II wojną światową

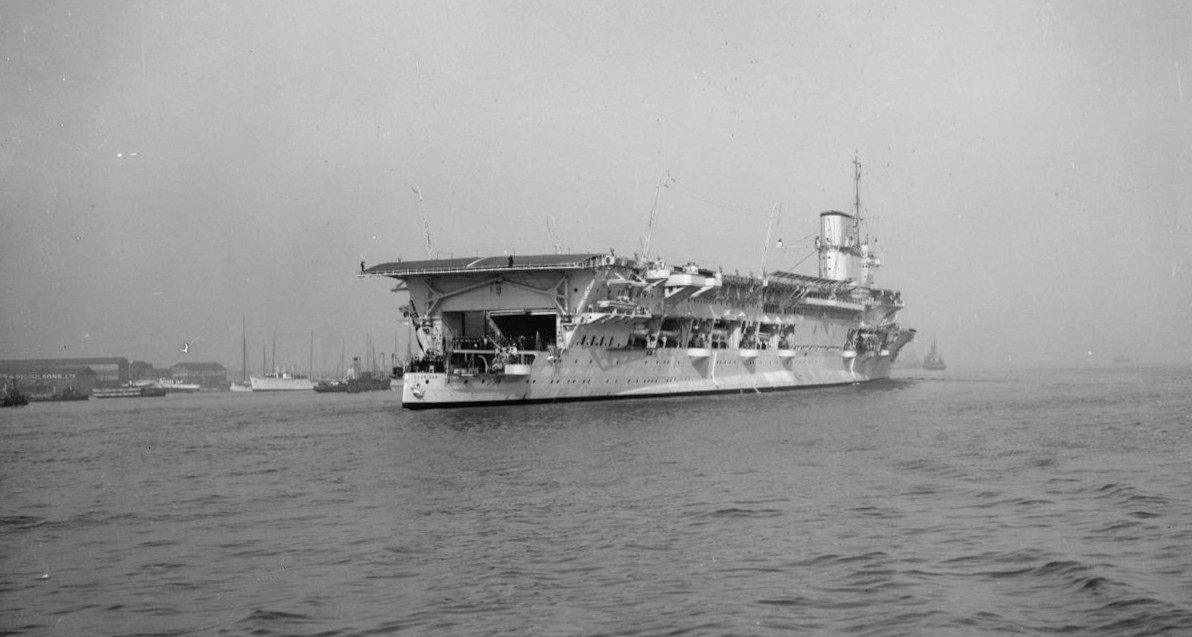
„Glorious” na kotwicy w 1936

Po przebudowie „Glorious” powrócił do służby w Royal Navy 24 lutego 1930 roku. Do czerwca operował w składzie Floty Atlantyckiej, potem zastąpił bliźniaczego „Courageousa” we Flocie Śródziemnomorskiej i pozostawał w niej do października 1939 roku. W trakcie rejsu na Morze Śródziemne doznał uszkodzeń turbin, co spowodowało konieczność odstawienia do remontu, zakończonego w końcu roku.
1 kwietnia 1931 roku, podczas ćwiczeń Floty Śródziemnomorskiej u wybrzeży Hiszpanii w pobliżu Malagi, „Glorious” dowodzony przez komandora Charlesa Kennedy-Purvisa, zderzył się we mgle z francuskim liniowcem pasażerskim „Florida”, płynącym z Buenos Aires do Marsylii. W wyniku zderzenia zginęli: jeden z marynarzy lotniskowca oraz 33 pasażerów i członków załogi liniowca. Ze znajdujących się w chwili wypadku w powietrzu 21 samolotów 17 doleciało do wybrzeża, cztery pozostałe musiały awaryjnie wodować po wyczerpaniu paliwa i utonęły, a ich załogi zostały podjęte z morza. Uszkodzeniu uległy dziobowa część pokładu startowego i pomieszczenia niższych pokładów. Towarzyszące „Gloriousowi” niszczyciele odholowały uszkodzoną „Floridę” do Malagi, skąd okręty brytyjskie odpłynęły do Gibraltaru. Po prowizorycznych naprawach lotniskowiec przeszedł na Maltę, gdzie został poddany remontowi, trwającemu do 21 września. Na rozprawie, która odbyła się w lipcu 1932 roku, uznano obie jednostki winnymi spowodowania kolizji. Komandora Purvisa obciążono za niezmniejszenie prędkości i zignorowanie sygnałów dźwiękowych z liniowca.
W sierpniu 1932 roku okręt, przebywający w pobliżu wyspy Korfu, był wizytowany przez Księcia Walii. W listopadzie odpłynął do Wielkiej Brytanii na przegląd. Po raz kolejny został skierowany do Devonport w 1934 roku, na remont połączony z modernizacją. Wówczas otrzymał dwie hydrauliczne katapulty na górnym pokładzie lotniczym, który jednocześnie został przedłużony ku rufie, aby zminimalizować zawirowania powietrza sprawiające pilotom kłopoty przy lądowaniu. Podniesiono wówczas także o jeden poziom pokład rufowy i zainstalowano stanowiska „pom-pomów”. W drugiej połowie 1935 roku, w związku z włoską agresją na Abisynię został czasowo przesunięty do Aleksandrii. 20 maja 1937 roku „Glorious” brał udział w rewii koronacyjnej Jerzego VI w Spithead. Od września tegoż roku operował w ramach międzynarodowego patrolu nieinterwencji na wodach hiszpańskich. Po raz czwarty opuścił Morze Śródziemne w październiku 1937 roku, udając się na kolejny przegląd do Devonport.
W 1939 roku nowym dowódcą lotniskowca został komandor Guy D’Oyly-Hughes (ur. 1891), oficer okrętów podwodnych z okresu I wojny światowej, dwukrotnie odznaczony Distinguished Service Order. Na początku lat 30. odbył kurs pilotażu i rozpoczął służbę na lotniskowcach. Między innymi przez 10 miesięcy był zastępcą dowódcy „Courageousa”. Był ambitny, nielubiany przez własnych oficerów i nie umiał znaleźć porozumienia z członkami personelu latającego.

### II wojna światowa
W chwili przystąpienia Wielkiej Brytanii do działań wojennych „Glorious” przebywał na ćwiczeniach we wschodniej części Morza Śródziemnego. Zakończył je, zawijając do Aleksandrii 16 września. Na początku października, wraz z pancernikiem „Malaya”, został skierowany przez Kanał Sueski do Zatoki Adeńskiej, skąd oba okręty operowały na Oceanie Indyjskim jako Force J, jedna z grup poszukiwawczych, skierowanych przez Admiralicję przeciwko niemieckim pancernikom kieszonkowym „Admiral Graf Spee” i „Admiral Scheer”. W przerwach pomiędzy wyjściami w morze dokonano wymiany opłomek w kotłach lotniskowca. Bezskuteczna akcja zakończyła się 12 grudnia 1939 roku, gdy „Glorious” zawinął do Trincomalee na Cejlonie, gdzie wymieniono część jego personelu latającego.
29 grudnia wypłynął wspólnie z krążownikami: brytyjskim „Kent” i francuskim „Suffren”, by dołączając do francuskiego konwoju z Indochin powrócić do Adenu, a następnie na Morze Śródziemne. 17 stycznia 1940 roku wpłynął do bazy na Malcie i został odstawiony do stoczni na przegląd, trwający razem z próbami morskimi do końca marca. Następnie wypłynął razem z lotniskowcem „Ark Royal” do Aleksandrii. Po niemieckiej inwazji na Norwegię obie jednostki zostały odwołane ze składu Floty Śródziemnomorskiej i przez Gibraltar skierowane do kraju w eskorcie niszczyciela „Stuart”.
Kampania norweska

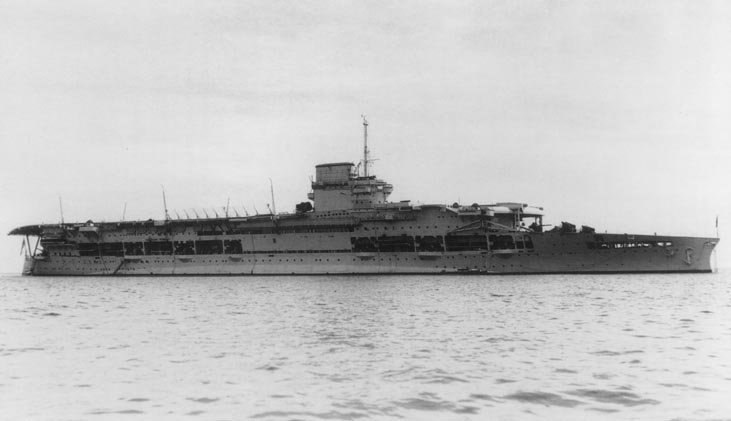
„Glorious” w połowie 1940

22 kwietnia 1940 roku w Scapa Flow na „Gloriousa” zaokrętowano, obok jego własnej grupy lotniczej, 18 myśliwców Gloster Gladiator z 263 dywizjonu RAF, które miały zostać dostarczone na lotnisko lądowe w Norwegii. Następnego dnia „Glorious” i „Ark Royal”, w zespole z krążownikami „Berwick” i „Curlew” oraz niszczycielami „Fearless”, „Fury”, „Hasty”, „Hereward”, „Hyperion” i „Juno”, wypłynęły ku wybrzeżom Norwegii w ramach operacji „DX”. Wieczorem Gladiatory 263 dywizjonu przeleciały na lotnisko polowe. 24 kwietnia samoloty Blackburn Skua z lotniskowców wykonywały misje nad Åndalsnes. 25 kwietnia nad ranem samoloty pokładowe obu lotniskowców, w tym 11 Skua z „Gloriousa” atakowały cele w Trondheim i na południe od miasta. W ataku na lotnisko Vaernes zniszczono wówczas sześć bombowców Junkers Ju 87 z eskadry 1./StG 1. Stracono jednak nad morzem cztery Skuy z „Gloriousa”, ale ich załogi zostały uratowane. Pomimo wsparcia z powietrza, wojskom aliantów nie udało się powstrzymać niemieckiego marszu na północ. 27 kwietnia „Glorious” powrócił do Scapa Flow dla uzupełnienia paliwa i zapasów, oraz by zaokrętować nowe samoloty przeznaczone dla wsparcia wojsk walczących w Norwegii.
30 kwietnia, po unormowaniu się pogody na Morzu Północnym, wypłynął znów w stronę Norwegii w eskorcie trzech niszczycieli. Z planowanych do zabrania na pokład samolotów zaokrętowano z powodu złej pogody jedynie 12 Swordfishy z 823 dywizjonu, trzy Skuy i jeden Blackburn Roc. 1 maja dołączył do pozostałych okrętów brytyjskich osłaniających ewakuację Åndalsnes i Molde. Myśliwce Sea Gladiator z „Gloriousa” zapewniały osłonę powietrzną zespołu, który przez cały dzień był atakowany przez Luftwaffe. Uszkodziły rozpoznawczego He 111 i zestrzeliły bombowiec nurkujący Ju 87. Dowódca eskadry 2./StG 1 Ju 87 Böhme przypisywał sobie celne zbombardowanie „Gloriousa”; w rzeczywistości blisko chybił „Ark Royal”.
2 maja „Glorious” i „Ark Royal” powróciły do Scapa Flow. Z pierwszego z nich wyokrętowano samoloty, po czym lotniskowiec skierował się do Firth of Clyde, a następnie do Greenock dla uzupełnienia zapasów i dania wypoczynku załodze. Następnie zaokrętowano 6 łodzi latających Supermarine Walrus z 701 dywizjonu oraz – przy pomocy dźwigu – 18 myśliwców Hawker Hurricane z 46 dywizjonu RAF. Gdy „Glorious” dotarł w okolice Narwiku, Walrusy odleciały do Harstad, ale Hurricane’y pozostały na pokładzie ze względu na złe warunki pogodowe i nieprzygotowanie lotniska w Skånland na przyjęcie maszyn. Po zatankowaniu paliwa w Scapa Flow, lotniskowiec powrócił w rejon Narwiku 26 maja i wówczas myśliwce odleciały na ląd.
Tego samego dnia dowódca lotniskowca otrzymał ze sztabu wojsk walczących na lądzie pod rozwagę propozycję zaatakowania posuwających się na północ oddziałów niemieckich przez samoloty pokładowe. Podczas przygotowywania planu ataku starł się z dowódcą własnej grupy lotniczej, komandorem porucznikiem J. B. Heathem, który uważał, że jego piloci nie mają wystarczającego doświadczenia w nawigowaniu nad lądem, a cele są źle zdefiniowane. W efekcie D’Oyly-Hughes oskarżył Heatha o odmowę wykonania rozkazu i zawiesił w obowiązkach, a po powrocie do Scapa Flow pozostawił go na lądzie w oczekiwaniu sądu wojennego. Należy zaznaczyć, że komandor D’Oyly-Hughes uważany był za konfliktowego.
W tym czasie dowództwo brytyjskie uznało kampanię norweską za przegraną i nocą z 3 na 4 czerwca rozpoczęło ewakuację własnych wojsk (operacja Alphabet). „Glorious” powrócił w rejon Narwiku 2 czerwca, mając na pokładzie jedynie część własnej grupy lotniczej: 10 Sea Gladiatorów z 802 dywizjonu oraz 6 Swordfishów z 823 dywizjonu. Pozostałe miejsca w hangarach miały zostać zajęte przez ewakuowane samoloty RAF. 6 czerwca cztery Swordfishe podjęły nieudaną próbę zbombardowania kwatery generała Dietla. Następnego dnia na „Gloriousa” przyleciało 10 Gladiatorów z ewakuowanego 263 dywizjonu RAF oraz Hurricane’y z 46 dywizjonu RAF (źródła podają liczbę od siedmiu do dziesięciu maszyn). Piloci tych ostatnich, niemający żadnego doświadczenia w tego typu operacjach, dokonali sporego wyczynu, lądując na pokładzie lotniskowca maszynami o znacznie większej od dwupłatowców prędkości lądowania, niewyposażonymi w haki do lin hamujących. Było to pierwsze tego typu udane lądowanie w historii lotnictwa morskiego, możliwe dzięki zaopatrzeniu każdego z myśliwców w 7-kilogramowy worek piasku umieszczony w ogonie, pozwalający na uruchomienie hamulców z pełną mocą natychmiast po przyziemieniu. Efektem tego incydentalnego debiutu Hurricane’a w lotnictwie morskim było zwrócenie przez czynniki decyzyjne Royal Navy uwagi na możliwość bazowania nowoczesnych myśliwców na brytyjskich lotniskowcach.
Ostatni rejs

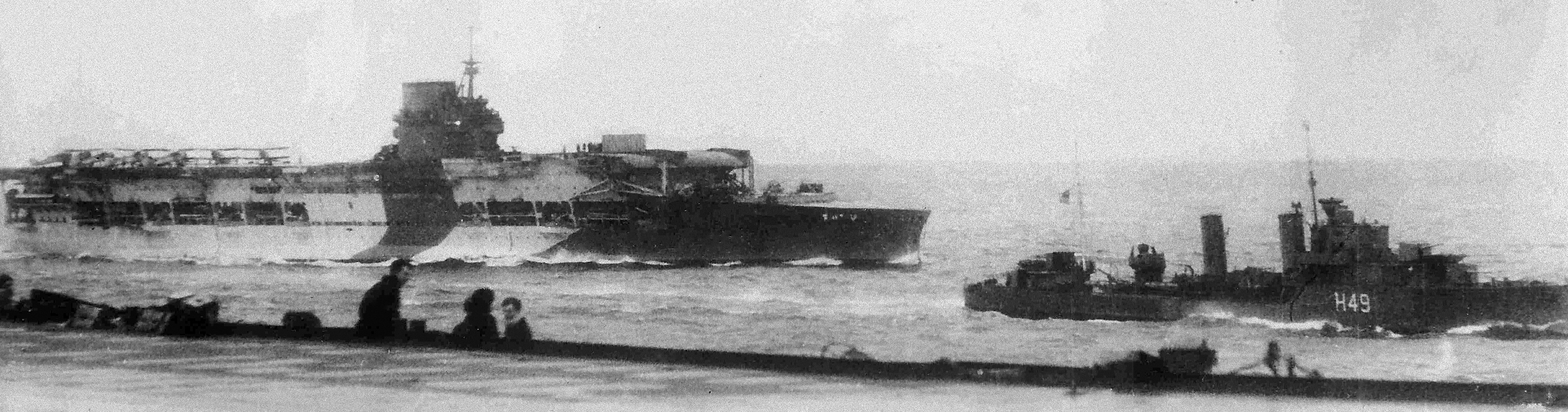
„Glorious” sfotografowany w maju 1940 z pokładu „Ark Royal”, niszczyciel obok to „Diana”

W nocy z 7 na 8 czerwca druga grupa transportowców wiozących ewakuowanych żołnierzy Brytyjskiego Korpusu Ekspedycyjnego odpłynęła w kierunku Wielkiej Brytanii. W skład jej eskorty miały wchodzić lotniskowce „Ark Royal” i „Glorious”, jednak dowódca tego drugiego zwrócił się do dowódcy zespołu, wiceadmirała Wellsa, o zgodę na odłączenie się i niezależne podążanie do Scapa Flow. Według historyków powodem takiego postępowania D’Oyly-Hughesa była chęć jak najszybszego załatwienia sprawy sądu nad J. B. Heathem. Po uzyskaniu zgody „Glorious” odłączył się od konwoju i wyruszył w samodzielny rejs, eskortowany jedynie przez dwa niszczyciele, „Acasta” (dowódca komandor porucznik Charles F. Glasfurd) i „Ardent” (komandor podporucznik John F. Barker). Początkowo płynął z prędkością 22 węzłów, zredukowaną następnie do 17 węzłów, z wykorzystaniem 12 z 16 kotłów.
Na pokładzie lotniskowca, pomimo przebywania w strefie działań wojennych, panował obniżony, czwarty stopień gotowości bojowej. Żaden z brytyjskich okrętów nie dysponował radarem, mimo to w bocianim gnieździe nie było obserwatorów, samoloty pokładowe nie prowadziły patroli wokół macierzystej jednostki, żaden z nich nie stacjonował nawet na pokładzie startowym. Pogoda była bardzo dobra, powietrze przejrzyste, wiatr słaby. O 15.46 (GMT) dym z komina lotniskowca został dostrzeżony przez obserwatora z niemieckiego pancernika „Scharnhorst”. Wraz z bliźniaczym „Gneisenau” prowadził on od 4 czerwca akcję przeciwko brytyjskim liniom komunikacyjnym z Norwegii, pod kryptonimem Juno. Zespołem niemieckim dowodził admirał Wilhelm Marschall.
Brytyjczycy zauważyli zbliżające się do nich niezidentyfikowane okręty około 16.00, aczkolwiek dokładny przebieg wydarzeń na mostku lotniskowca pozostał nieznany. „Ardent” został wysłany na rozpoznanie. O 16:05 na lotniskowcu rozpoczęto podnoszenie pięciu Swordfishy na pokład startowy, ale trzy z nich miały zdemontowane wyrzutniki torpedowe. Okręt zwiększył prędkość i skierował się pod wiatr, aby umożliwić ich start. O 16.20 na „Gloriousie” ogłoszono alarm bojowy. O 16.27 „Scharnhorst” otworzył ogień do „Ardenta”, trzy minuty później dołączył do niego „Gneisenau”. Brytyjski niszczyciel wystrzelił salwę torpedową i wycofał się stawiając zasłonę dymną. Jeden z wystrzelonych przez jego artylerzystów pocisków kal. 120 mm trafił w „Scharnhorsta”, ale wkrótce „Ardent” został kilka razy trafiony przez niemieckie pociski średniego kalibru i zatonął około 17.25.
Lotniskowiec płynąc z pełną prędkością miał pewne szanse na obniżenie prędkości zbliżania się Niemców do 2–3 mil morskich na godzinę, co umożliwiałoby próbę użycia lotnictwa, ale zniweczył ją celny ogień pancerników. O 16.32 artyleria „Scharnhorsta” przeniosła ogień na lotniskowiec. Już w trzeciej salwie Niemcy uzyskali bezpośrednie trafienie: pocisk kal. 280 mm uderzył w dziobowy pokład lotniczy i eksplodował w górnym hangarze, wzniecając duży pożar. Wybita przezeń dziura w pokładzie startowym uniemożliwiła jakiekolwiek operacje lotnicze, zniszczone zostały dwa gotowe do akcji Swordfishe. Odłamki przecięły przewody kominowe i dym dostał się do systemu wentylacyjnego, który rozprzestrzenił go po całym okręcie. Wkrótce „Gloriousa” trafiły kolejne pociski. Po 16:56 jeden z nich uderzył w rejon pomostu nawigacyjnego, zabijając większość obecnych tam osób, w tym dowódcę. Pomiędzy 16.58 a 17.20 lotniskowiec skrył się za zasłoną dymną, co uniemożliwiło przejściowo Niemcom prowadzenie skutecznego ostrzału.
Wkrótce po jego wznowieniu jeden z pocisków trafił w maszynownię „Gloriousa”, powodując natychmiastowy spadek jego prędkości i wejście w cyrkulację. Jednocześnie okręt przechylał się na prawą burtę. Pancerniki, zbliżając się, prowadziły ogień do 17.40. Minutę wcześniej w „Scharnhorsta” trafiła jedna z torped wystrzelonych przez prowadzący samotną walkę niszczyciel „Acasta”, który ostatecznie, rozbity pociskami, zatonął o 18.20. Około 18.10 „Glorious” przewrócił się na burtę i zatonął na pozycji 68°38′N 4°11′E/68,633333 4,183333 lub według innych wersji, 68°45′N 4°30′E/68,750000 4,500000.
W wodzie znalazło się około 900 rozbitków z lotniskowca. Jednak brakowało dla nich szalup i tratw ratunkowych, a na tych, które były, nie było wystarczającej ilości wody i żywności. Niemcy nie podjęli akcji ratunkowej. Woda morska była bardzo zimna – jej temperatura nie przekraczała 1° C. Większość rozbitków zmarła pierwszej nocy. Royal Navy rozpoczęła akcję ratunkową przed wieczorem 9 czerwca, po ogłoszeniu przez niemiecką propagandę wiadomości o sukcesie. Wprawdzie radiogram z „Gloriousa” o rozpoczęciu bitwy został odebrany na krążowniku ciężkim „Devonshire”, ale ponieważ na jego pokładzie znajdowała się norweska rodzina królewska, dowódca okrętu nie zdecydował się na przerwanie ciszy radiowej i nie przekazał sygnału dalej. 10 czerwca norweski trawler „Borgund” uratował 37 osób, z których dwie zmarły po przewiezieniu ich do Thorshavn na Wyspach Owczych. Inny norweski trawler, „Svalbard II”, uratował pięciu ludzi, ale został zawrócony z kursu i skierowany z powrotem do Norwegii przez niemiecki samolot. Jeden z uratowanych zmarł jeszcze na pokładzie trawlera, czterej pozostali (w tym jedyny oficer) zostali jeńcami wojennymi. Jeszcze dwóch marynarzy zostało podniesionych z wody przez niemiecki wodnosamolot, ale jeden z nich zmarł (drugi był z „Ardenta”).
Ogółem zginęło 1519 ludzi, w tym 1207 z „Gloriousa”, 160 z „Acasty” i 152 z „Ardenta”. Wśród poległych byli dowódca lotniskowca i wszyscy, oprócz jednego, oficerowie. Uratowany został m.in. dowódca 46. dywizjonu RAF S/Ldr Kenneth Cross i jeden pilot dywizjonu. Zatopienie „Gloriousa” przez niemieckie pancerniki było pierwszym, jednym z dwóch zaledwie przypadków zniszczenia lotniskowca bezpośrednim ostrzałem artyleryjskim. Drugim tak zatopionym okrętem tej klasy był amerykański „Gambier Bay” w trakcie bitwy koło wyspy Samar 25 października 1944 roku.
Utrata okrętu była przedmiotem badania przez komisję Admiralicji, ale jej raport został utajniony na 75 lat. Nieoficjalnie wiadomo było, że krytykowany był dowódca lotniskowca, którego decyzje i brak zadbania o gotowość bojową przyczyniły się do utraty okrętu. Wiadomo, że na okręcie panowała już atmosfera pewnego rozprzeżęnia, nie było też obserwatora w bocianim gnieździe na maszcie, który mógłby dostrzec niemieckie okręty kilka minut wcześniej. Zaniedbaniem, chociaż zgodnym z ówczesną praktyką brytyjską, był także brak samolotów w gotowości bojowej na pokładzie lotniskowca, mimo dobrej pogody (jedynie trzy myśliwce i jeden Swordfish miały być w hangarze w gotowości 10-minutowej, przy tym Swordfish nie był od razu uzbrojony). Co prawda dowództwo o 16:05 wydało polecenie podniesienia na pokład pięciu Swordfishy, ale mimo to żadne samoloty nie wystartowały przed trafieniem lotniskowca około pół godziny później. Krytykowano później także fakt, że brak było także choćby utrzymywanego w powietrzu samolotu patrolującego. Zaniedbania były także na innych szczeblach, m.in. o ewakuacji z Norwegii i rejsie lotniskowca nie było powiadomione dowództwo obrony wybrzeża (Coastal Command) lotnictwa brytyjskiego, które mogło zapewnić osłonę lotniczą lub brać udział w akcji poszukiwawczej.

## Upamiętnienie
Przez wiele lat marynarzy poległych na trzech brytyjskich okrętach upamiętniał jedynie witraż w oknie kościoła św. Piotra w Martindale w Kumbrii, po wschodniej stronie jeziora Ullswater. 8 czerwca 2010 roku – 70 lat po zatopieniu „Gloriousa”, „Acasty” i „Ardenta” – pamiątkowa tablica zapisana w językach angielskim i norweskim została odsłonięta niedaleko muzeum Trondenes Historiske Senter w Harstad (Norwegia), skąd oba niszczyciele wypłynęły w swój ostatni rejs .